# Kniha perikop Jindřicha II.

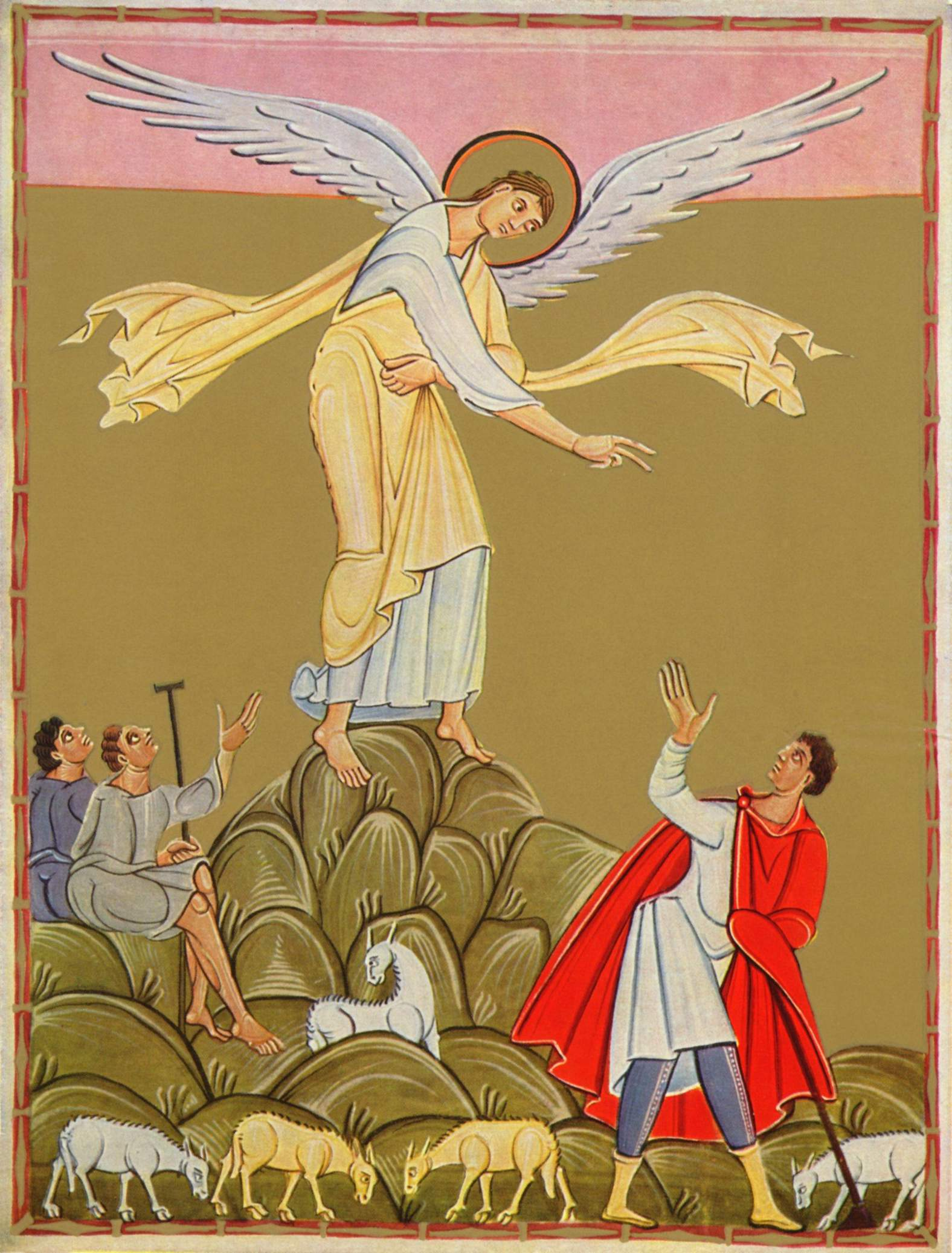
Zvěstování pastýřům (fol.5v)

Kniha perikop Jindřicha II., také Bamberská kniha perikop nebo Evangelistář Jindřicha II. (Bavorská státní knihovna Mnichov, sign. Clm 13601), je jihoněmecký raně středověký iluminovaný rukopis otonského období, napsaný a iluminovaný kolem mezi léty 1007–1012 ve skriptoriu kláštera benediktinů v Reichenau na objednávku císaře Jindřicha II. pro nový dóm v Bamberku k jeho slavnostnímu vysvěcení. Po sekularizaci kapituly a zrušení sbírek dómské pokladnice v roce 1811 byla kniha převedena do Bavorské státní knihovny v Mnichově, v níž je dosud.
Je zapsána na seznamu německých dokumentů světového dědictví UNESCO.

## Obsah
Jde o evangelistář, mešní knihu perikop z evangelií, psanou latinsky na 206 pergamenových listech (fóliích) o formátu 42,5 x 32 cm. Její výzdoba se skládá z 28 celostránkových malovaných figurálních miniatur se zlacenými detaily, 10 dekorativních stran s nápisy a ze 184 velkých iniciál.
Miniatury jsou poměrně velké, strany mají mimořádně široké okraje, což odpovídá dobovému luxusu výzdoby rukopisů. Obsahuje 194 perikop, tj. úryvků ze čtyř evangelií, určených ke čtení při liturgii v pořadí církevního roku, počínaje vánočním evangeliem a konče perikopami pro čtení v adventní neděli. Poté následují úryvky k četbě na památku svatých.
Výtvarná výzdoba není pouhou dekorací, účelně rukopis rozčleňuje a usnadňuje čtenáři (předčitateli) orientaci v obsahu knihy. Všechny perikopy začínají velkou iniciálou se zlacenými úponky na barevném pozadí, každá o výšce šesti až deseti řádků. První řádek textu je vždy vyznačen červeně a psán unciálou, ostatní jsou psané kapitálou. Deset výjimečných slavností má začátek textu koncipován jako dekorativní stránku s ornamentálním rámečkem na fialovém pozadí. Na předchozí straně je k jeho tématu celostranná ilustrace. Text pravděpodobně psali dva písaři.
Kodex začíná titulním obrázkem korunovace objednavatele, císaře Jindřicha II. a jeho manželky Kunhuty, koruny jim vkládá na hlavu trůnící Kristus, jemuž vzdávají čest dva patroni bamberského dómu, apoštolové Petr a Pavel. Před titulním obrázkem je Jindřichova dedikační báseň novému dómu a jeho patronům.

## Vazba
Vazba knihy je z větší části původní a patří k nejcennějším uměleckým památkám otonského výtvarného umění.
- Přední deska je dřevěná, pobita zlatým plechem, uprostřed slonovinová destička se čtyřmi reliéfními výjevy pod sebou: 1. skupina Ukřižování Krista, 2. Tři ženy s andělem u Kristova hrobu; 3. Mrtví vstávají z hrobů; 4. dole polehávají personifikace Země (řecká bohyně Gaia vpravo) a Moří (Okeanos), k nimž patří dva medailony nahoře: bůh Slunce Hélios se čtyřspřežím koní a bohyně Luna ve voze taženém čtyřspřežím volů. V rámu po obvodu je vsazeno 12 smaltovaných destiček s poprsími apoštolů, mezi nimi leštěné drahokamy a perly, v rozích čtyři smaltované medailony s emblémy evangelistů.
- Zadní deska potažená novým zeleným lněným plátnem; výzdobu tvoří pět medailonů z probíjeného zlatého plechu: čtyři poprsí personifikací křesťanských ctností a uprostřed Beránek boží. Po obvodu je ozdobný rám s lištami s palmetovým ornamentem, na hřbetě je kniha uzavřena dvěma novými koženými pásky se staršími sponami. [1]

## Kontext
Kniha svým původem patří do Liutharovy skupiny nejcennějších iluminovaných rukopisů klášterní malířské školy z Reichenau, ze které se zachovaly: Liutharův evangeliář z doby kolem roku 990, Kniha perikop ze Seeonu, Sakramentář císaře Jindřicha II. z roku 1002, Evangeliář císaře Otty III. a Bamberská apokalypsa.